# Pelacables

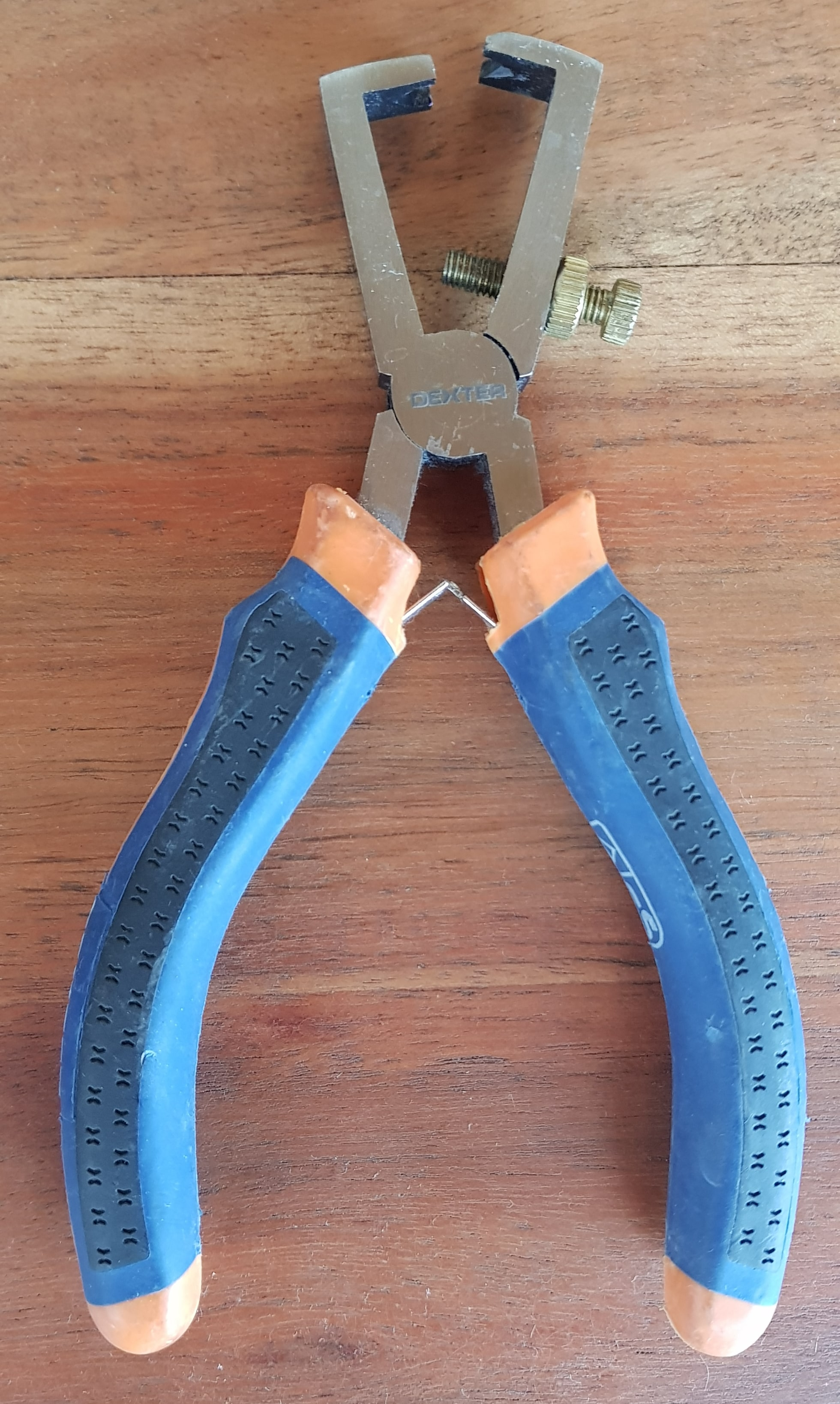
Pelacables eléctrico manual

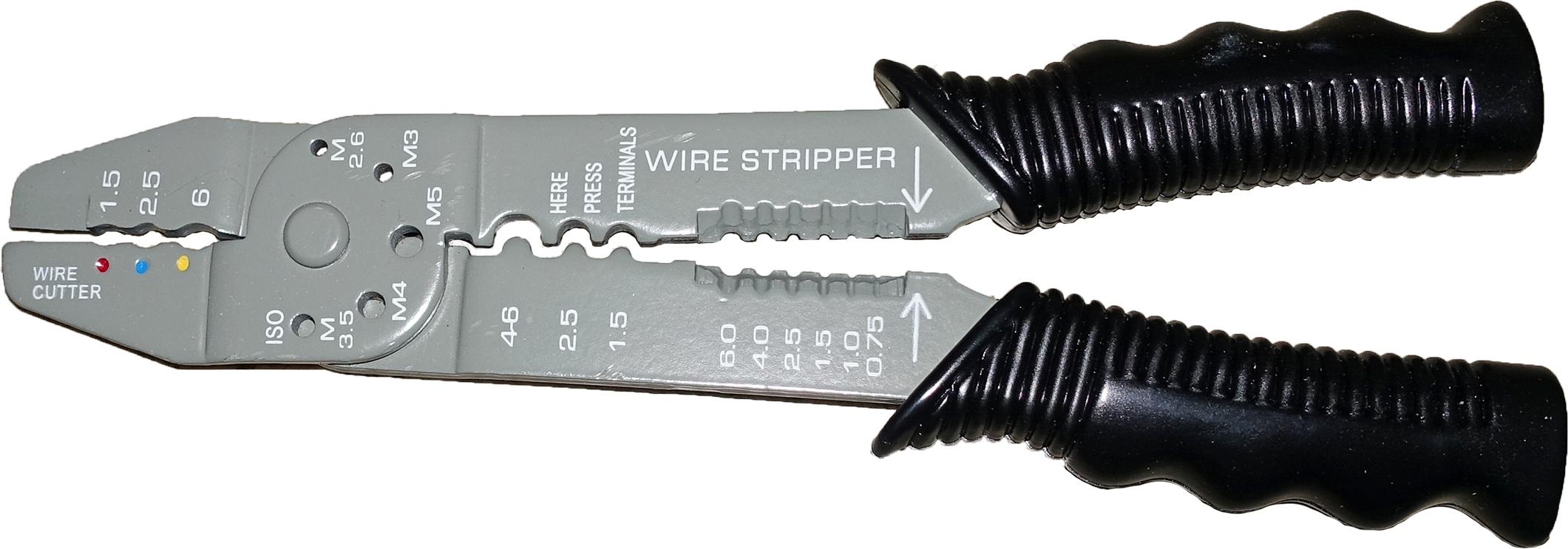
Un pelacables calibrado

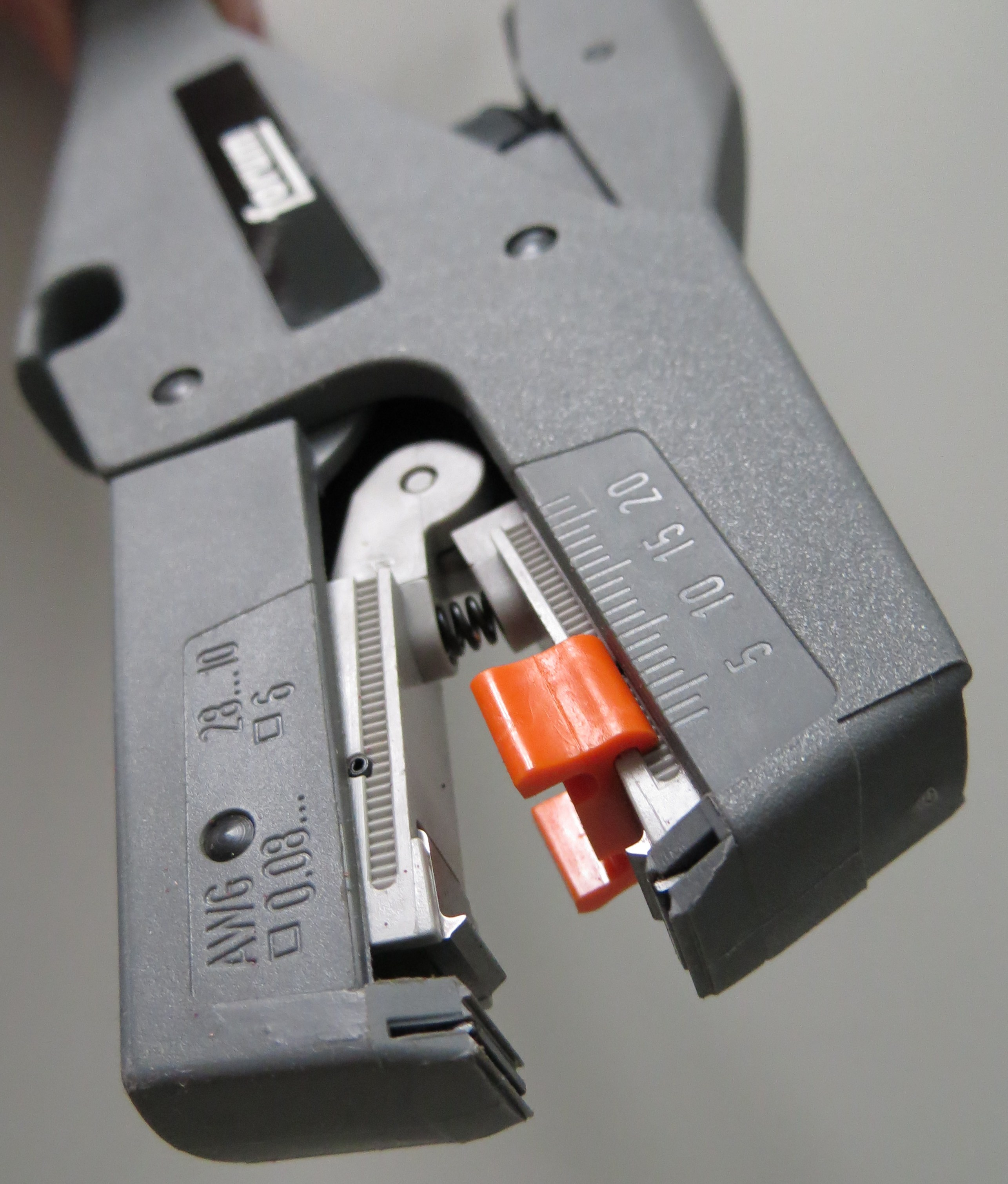
Pelacables automático

Un pelacables, pelador de cables o peladora de cables es una herramienta que sirve para retirar el aislamiento externo de un cable sin dañar el material conductor. Las hay manuales, que son las más comunes y económicas, y automáticas.

## Uso
Permite realizar un corte preciso y limpio del material externo de un cable para dejar al descubierto el núcleo interno conductor a fin de que este pueda ser empalmado con otro o que se le pueda colocar un conector. Se emplea por profesionales de las áreas de electricidad y telecomunicaciones habiendo varios formatos disponibles en el mercado, cada una adecuada al tipo de cable utilizado: eléctrico, conexiones de red, coaxial, fibra óptica. 
Esta herramienta es imprescindible y facilita mucho el trabajo del técnico instalador, ya que permite extraer el aislamiento sin dañar el conductor ofreciendo precisión, rapidez, y ahorro de cable en la instalación.

## Tipos
Existen tenazas pelacables, pero también tijeras pelacables o tijeras de electricista. Algunas incluyen la función de climpado.